# Жунусбеков, Мергенбай
Мергенба́й Жунусбе́ков (15 марта 1939, с. Узунбулак, Баянаульский район, Павлодарская область, Казахстан — 13 мая 2002, там же) — старший чабан совхоза имени XXI съезда КПСС Баянаульского района Павлодарской области Казахской ССР.

## Биография
Родился 15 марта 1939 года в селе Узунбулак Баянаульского района Павлодарской области в крестьянской семье. Казах.
Трудовую деятельность начал в 15 лет, когда скоропостижной скончался отец, а вскоре за ним следом мать, ему, как старшему в семье, пришлось понимать на ноги младших детей. Пришел работать скотником в совхоз. Когда началась целинная эпопея, окончил курсы и стал механизатором.
В 1965 году в колхозе стали разводить овец, и он по семейной традиции перешел в овцеводство, стал работать чабаном. Все лучшее и прогрессивное старался применять в повседневной практике. Изучал специальную литературу, передовой опыт, рекомендации ученых, прислушивался к советам известных чабанов и вскоре стал добиваться высоких результатов в работе. О молодом чабане заговорили в районе, стала действовать школа по изучению его опыта. Одним из первых стал применять технологию зимнего окота и интенсивное выращивание молодняка, и которая затем была внедрена во многих хозяйствах района.
В 1980-х годах в своей отаре от каждой сотни овцематок он получал ежегодно до 130 и больше ягнят, значительно превышая средние показатели по совхозу. Задания 11 пятилетки выполнил досрочно, за 3,5 года.
Указом Президиума Верховного Совета СССР от 14 декабря 1984 года за выдающиеся результаты, достигнутые во Всесоюзном социалистическом соревновании, проявленный трудовой героизм в выполнении планов и принятых социалистических обязательств по увеличению производства мяса, молока и других продуктов животноводства в зимний период 1983/84 года Жунусбекову Мергенбаю присвоено звание Героя Социалистического Труда с вручением ордена Ленина и золотой медали «Серп и Молот».
Жил в селе Узунбулак Баянаульского района. Скончался 13 мая 2002 года.
Награждён двумя орденами Ленина, орденами Октябрьской Революции, Трудового Красного Знамени, медалями, в том числе медалями ВДНХ. Заслуженный работник сельского хозяйства Казахской ССР.